# تگزاس لایتینگ
تگزاس لایتینگ (به انگلیسی: Texas Lightning) گروه موسیقی آلمانی است.
آن ها در مسابقه آواز یوروویژن ۲۰۰۶ نماینده آلمان بودند.